# International Docking System Standard

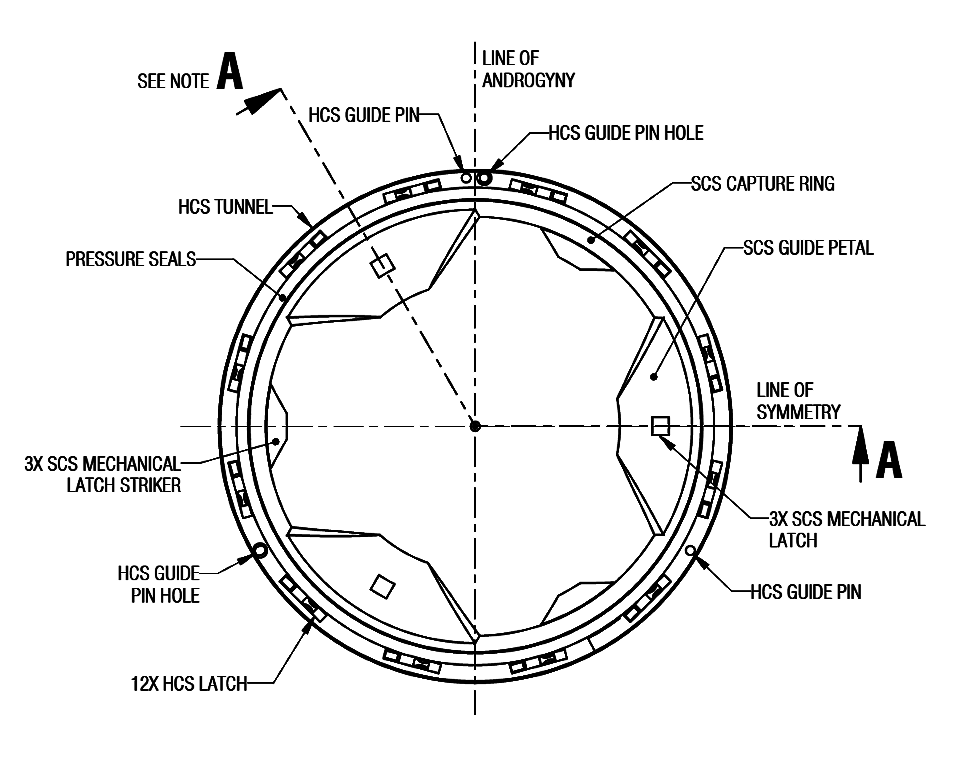
IDSS Rev D

O International Docking System Standard (Padrão Internacional do Sistema de Acoplamento em português), também conhecido pela sigla IDSS, é um padrão internacional para adaptadores de acoplamento de espaçonaves. Foi criado pelo Conselho de Coordenação Multilateral da Estação Espacial Internacional, em nome das organizações parceiras da Estação Espacial Internacional; NASA, Roscosmos, JAXA, ESA e Agência Espacial Canadense.
O IDSS foi originalmente formulado em 2010. O plano é que todas as agências colaboradoras tornem seus futuros sistemas de acoplamento compatíveis com IDSS.

## Design
O mecanismo de acoplamento do IDSS é andrógino, usa tecnologia de baixo impacto e permite atracação e atracação.  Suporta tanto docagens autônomas quanto pilotadas e apresenta pirotecnia para desacoplamento de contingência. Uma vez conectada, a interface IDSS pode transferir energia, dados, comandos, ar, comunicação e, em futuras implementações, será capaz de transferir também água, combustível, oxidante e pressurante.
A passagem para a transferência de tripulação e carga tem um diâmetro de 800 milímetros.

## Implementação
O NASA Docking System é a implementação do IDSS pela NASA. O International Docking Adapter destina-se a converter sistemas de ancoragem russos APAS-95 mais antigos no NASA Docking System.
O Mecanismo Internacional de Ancoragem e Ancoragem da ESA é o seu sistema de ancoragem compatível com IDSS.
A NASA definiu junho de 2016 como a data inicial para construir 4 unidades do Sistema de Ancoragem da NASA para o programa de Desenvolvimento de Tripulações Comerciais.